# Schüpfheim ZH
| ZH ist das Kürzel für den Kanton Zürich in der Schweiz. Es wird verwendet, um Verwechslungen mit anderen Einträgen des Namens Schüpfheim zu vermeiden. |

Schüpfheim ist eine Ortschaft in der politischen Gemeinde Stadel im Bezirk Dielsdorf, Kanton Zürich, Schweiz. Sie liegt am Hang des Stadlerbergs zwischen Raat und Stadel an der Strasse von Weiach über das Neeracherried nach Niederglatt.
Schüpfheim war bis 1904 zusammen mit Raat eine selbstständige politische Gemeinde, kirchlich gehörte sie jedoch von jeher zu Stadel. Im 19. Jahrhundert baute die Gemeinde Raat-Schüpfheim noch ein eigenes Schulhaus. Anfang des 20. Jahrhunderts wurde Schüpfheim zusammen mit Windlach und Raat mit der Gemeinde Stadel zwangsfusioniert.